# Herz-Jesu-Kirche (Frankfurt-Oberrad)

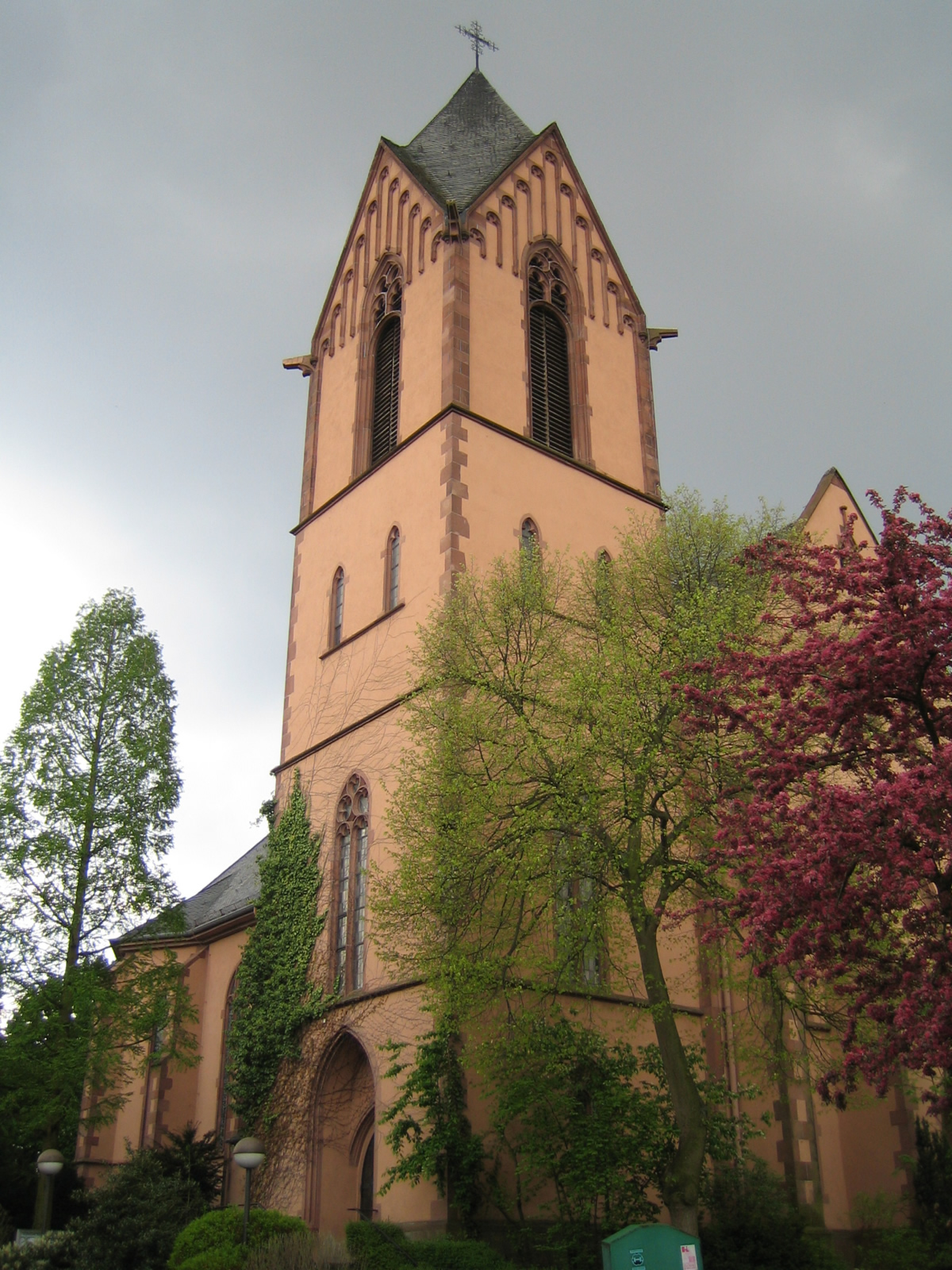
Die katholische Herz-Jesu-Kirche in Frankfurt-Oberrad

Die Herz-Jesu-Kirche ist ein neugotisches, unter Denkmalschutz stehendes Kirchengebäude in Oberrad, einem Stadtteil der südhessischen Metropole Frankfurt am Main. Die römisch-katholische Filialkirche ist eines von vier Gotteshäusern der Pfarrei „St. Bonifatius Frankfurt am Main“, welche zur Region Frankfurt im Bistum Limburg gehört, und gilt als Wahrzeichen ihres Stadtteils.

## Geschichte
Die katholische Kirchengemeinde in Oberrad wurde 1873 als Missionsstation gegründet. Erst im Jahr 1900 wurde die Gemeinde zu einer selbstständigen Pfarrei erhoben.
Die Herz-Jesu-Kirche in Oberrad wurde von 1891 bis 1895 nach Plänen des Limburger Diözesanbaumeisters Max Meckel im Stil der Neugotik errichtet. Nachdem am 15. Oktober 1891 der Erste Spatenstich vollzogen wurde, konnte der Kirchenneubau nach vierjähriger Bauzeit am 28. September 1895 durch den Limburger Bischof Karl Klein geweiht und dem Patrozinium des Heiligsten Herzens Jesu unterstellt werden.
Während die Herz-Jesu-Kirche den Ersten Weltkrieg unbeschadet überstand, wurde sie im Zweiten Weltkrieg durch einen Bombenangriff in der Nacht vom 4. auf den 5. Oktober 1943 fast vollständig zerstört. Nach Kriegsende wurde die Kirche von 1946 bis 1948 in schlichterer Form wiederaufgebaut. Dabei wurde das gotische Gewölbe durch eine Flachdecke ersetzt und auf eine originalgetreue Wiederherstellung des Turmspitzhelmes verzichtet. Lediglich das Chorgewölbe, welches dem Luftangriff widerstanden hatte, ist noch heute im neugotischen Stil erhalten.

## Baubeschreibung

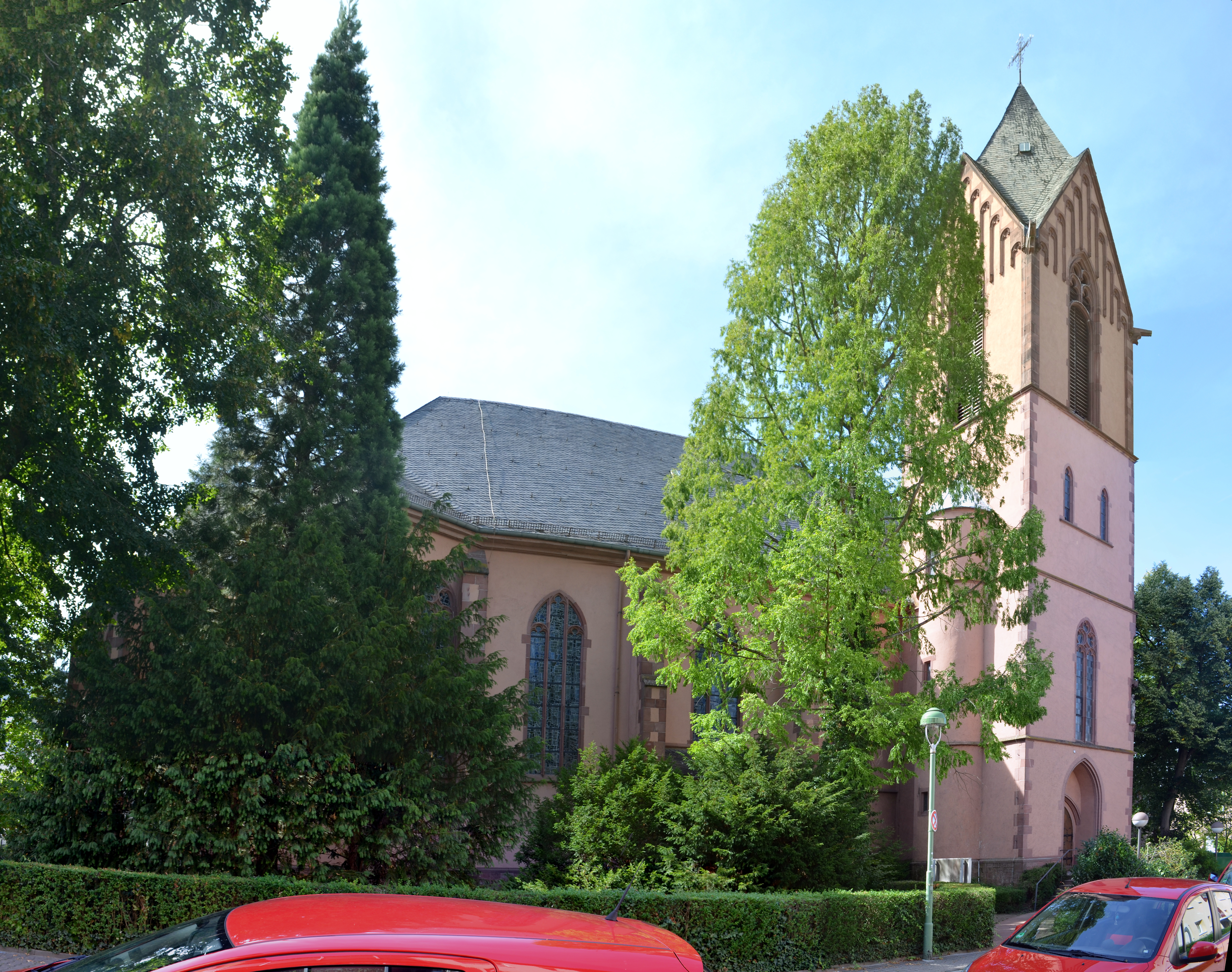
Außenansicht der Herz-Jesu-Kirche von Südosten

Die Herz-Jesu-Kirche ist eine zweischiffige Hallenkirche, die im spätneugotischen Stil errichtet wurde. Ihr Fassadenturm wurde bis zur Zerstörung im Zweiten Weltkrieg von einem Spitzhelm bekrönt, beim Wiederaufbau wurde sein Dach in einfacherer Form wiederhergestellt.

## Ausstattung

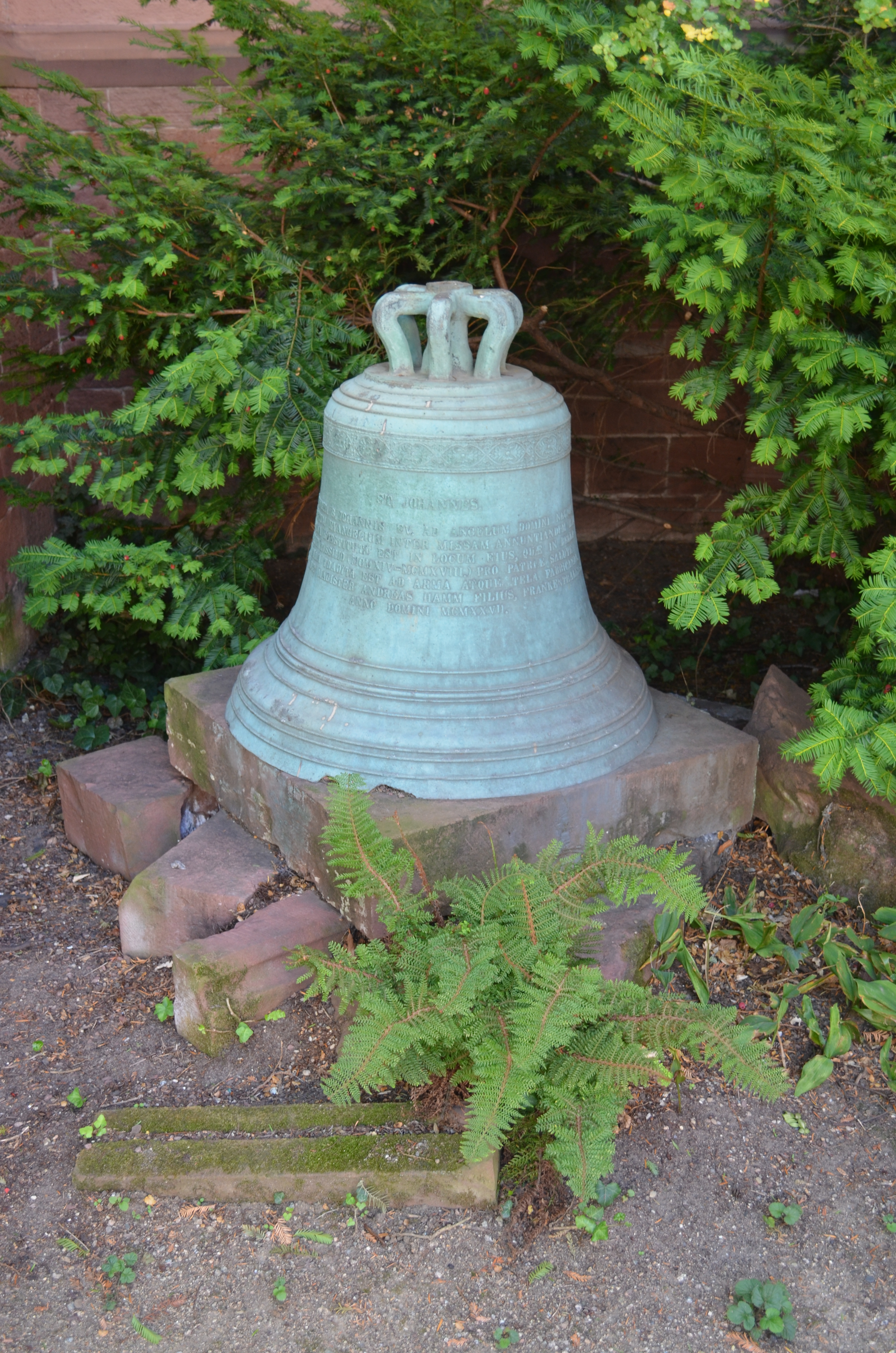
Die Johannesglocke, bis 1988 im Kirchturm von Herz Jesu aufgehängt

Von der ursprünglichen Innenausstattung der Herz-Jesu-Kirche sind heute lediglich das zum Kirchenneubau im Jahr 1894 gespendete Taufbecken sowie mehrere Einzelteile des alten Marienaltars erhalten. Zu diesen gehören dessen seitliche Altartafeln, die heute die Wand der Taufkapelle zieren, sowie fünf spätgotische Holzfiguren, welche die Heiligen Maria, Ambrosius, Augustinus, Gregor und Hieronymus darstellen.
Die vier Bildteppiche rechts des Altarraums, sämtliche Kirchenfenster sowie alle 14 Stationen des Kreuzwegs stammen aus der Zeit nach dem Wiederaufbau der Kirche. Die Münchner Künstlerin Ruth Schaumann gestaltete 1950 den neuen Kreuzweg von Herz Jesu, Ordensschwester Magdalena Müller webte 1957/63 die Bildteppiche mit Motiven der Herz-Jesu-Litanei und der Frankfurter Maler Joachim Pick entwarf 1959/60 die abstrakten Buntglasfenster.

### Orgel
Die elektropneumatische Orgel der Kirche wurde 1953 von der Licher Orgelbaufirma Förster & Nicolaus gefertigt. Das Instrument verfügt über 22 Register, verteilt auf zwei Manuale und Pedal. Seine Disposition lautet:
| I Hauptwerk C–g3 |             |    |
| 1.               | Principal   | 8′ |
| 2.               | Rohrflöte   | 4′ |
| 3.               | Octave      | 4′ |
| 4.               | Spitzflöte  | 4′ |
| 5.               | Blockflöte  | 2′ |
| 6.               | Mixtur IV–V |    |
| 7.               | Trompete    | 8′ |

| II Oberwerk C–g3 |             |        |
| 8.               | Holzgedackt | 8′     |
| 9.               | Salicional  | 8′     |
| 10.              | Rohrflöte   | 4′     |
| 11.              | Nasard      | 2 ⁄3′  |
| 12.              | Principal   | 2′     |
| 13.              | Terz        | 1 3⁄5′ |
| 14.              | Sifflet     | 1′     |
| 15.              | Zymbel IV   |        |
| 16.              | Krummhorn   | 8′     |
|                  | Tremulant   |        |

| Pedal C–f1 |                  |     |
| 17.        | Untersatz        | 16′ |
| 18.        | Octavbass        | 8′  |
| 19.        | Metallgedackt    | 8′  |
| 20.        | Rohrgedackt      | 4′  |
| 21.        | Rauschpfeife IV  |     |
| 22.        | Lieblich Posaune | 16′ |

- Koppeln: II/I, II/I (Sub), I/P, II/P

### Geläut
Das heutige Geläut von Herz Jesu besteht aus fünf Glocken und wurde am 4. Advent 1988 geweiht. Es ersetzte eine dem Heiligen Johannes gewidmete Glocke, die bis zur Metallsammlung im Mai 1942 als kleinstes Exemplar Teil eines vierstimmigen Geläuts war.